# Cyrtandra lessoniana
Cyrtandra lessoniana är en tvåhjärtbladig växtart som beskrevs av Charles Gaudichaud-Beaupré. Cyrtandra lessoniana ingår i släktet Cyrtandra och familjen Gesneriaceae. Inga underarter finns listade i Catalogue of Life.